# Titularbistum Horrea Aninici
Horrea Aninici (ital.: Orrea di Aninico) ist ein Titularbistum der römisch-katholischen Kirche und heute ein Titularbistum.
Es geht zurück auf einen Bischofssitz in der gleichnamigen antiken Stadt, die in der Spätantike in der römischen Provinz Mauretania Sitifensis (heute nördliches Algerien) lag. Spätestens im Zuge der islamischen Expansion ging der Bischofssitz unter.
| Titularbischöfe von Horrea Aninici |                       |                                                   |                  |      |
| Nr.                                | Name                  | Amt                                               | von              | bis  |
| 1                                  | Jerónimo José Podestá | emeritierter Bischof von Avellaneda (Argentinien) | 2. Dezember 1967 | 1971 |
| 2                                  | Abraham Desta         | Apostolischer Vikar von Meki (Äthiopien)          | 29. Januar 2003  |      |